# Defractosiphon franzi
Defractosiphon franzi är en insektsart som beskrevs av Carl Julius Bernhard Börner 1950. Defractosiphon franzi ingår i släktet Defractosiphon och familjen långrörsbladlöss. Inga underarter finns listade i Catalogue of Life.